# Sambre
Pour les articles homonymes, voir Sambre (homonymie).
La Sambre est une rivière franco-belge, affluent de la Meuse, de 190 km de long. Elle fait partie du District hydrographique international de la Meuse. 
Du côté français, elle fait l'objet d'un contrat de rivière qui est devenu un schéma d'aménagement et de gestion des eaux (SAGE), visant à lui permettre de retrouver un « bon état écologique » dans le cadre de la directive cadre sur l'eau et du Schéma directeur d'aménagement et de gestion des eaux (SDAGE). 
Du côté belge, l'ASBL Contrat de Rivière Sambre & Affluents a pour mission d'assurer la concertation entre les acteurs publics et privés pour l'amélioration de la qualité des eaux de surfaces et souterraines sur le sous-bassin hydrographique de la Sambre.

## Hydronymie
Le nom Sambre, tout comme le nom de la Somme, pourrait venir du gaulois Samara « tranquille ». Plusieurs chroniqueurs médiévaux (Jacques de Guyse à la suite de Lucius de Tongres) affirment que son nom vient de Sambro ou Samber.
Pour Ernest Nègre, Sambre est tiré de la racine préceltique *Sab, désignant un élément liquide, suc, jus, et sève, ainsi que du suffixe ara, également préceltique.

## Géographie

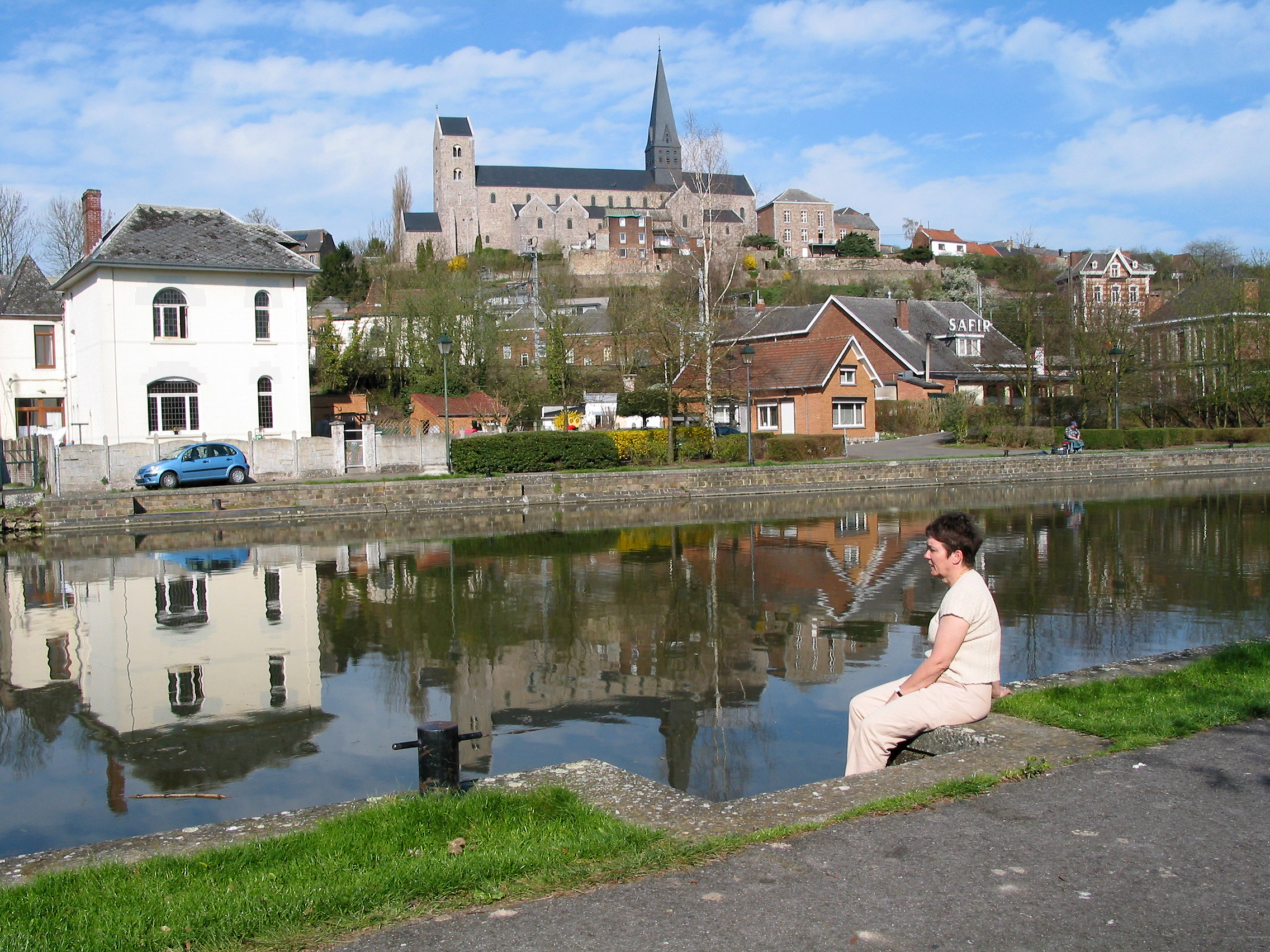
La Sambre à Lobbes

La Sambre est une rivière qui prend sa source en France, dans le bois de La Haie-Equiverlesse, sur la commune de Fontenelle, près du Nouvion-en-Thiérache sur le plateau de Saint-Quentin. Elle arrose Pont-sur-Sambre, Hautmont, Maubeuge, Jeumont en France, puis entre en Belgique à Erquelinnes, pour passer par Merbes-le-Château, Fontaine-Valmont, Lobbes, Thuin, Montigny-le-Tilleul, Charleroi, Châtelet, Sambreville, Jemeppe-sur-Sambre, Floreffe et vient se jeter dans la Meuse à Namur. Son cours est long d'environ 180 km (88 km en France).
Le bassin versant de la Sambre en France est de 1 250 km2.
Sa pente moyenne en France est de 0,2 ‰.
La Sambre s'écoule depuis les contreforts des Ardennes, où elle prend sa source, au Nouvion-en-Thiérache.
Sa source était celle de l'Ancienne Sambre ou Morteau (dans la forêt du Nouvion-en-Thiérache) avant sa capture par l'Oise. Sur la carte de Cassini, entre Boué et Oisy (orthographié Oizy), est écrit "ancien lit de la Sambre". Le ruisseau de l'Ancienne Sambre sert désormais à alimenter le bief de partage sur l'interfluve. C'est donc désormais le Ruisseau de France qui est la section amont de la Sambre.
Arrivée à hauteur de Landrecies, elle est captée par l'ancien bassin d'avant-pays du microcontinent Avalonnais. Ce bassin fut créé par ploiement du Brabant (nl) sous le poids de la chaîne hercynienne. Il est d'orientation sud-ouest - nord-est.
Le cours de la Sambre est marqué par ce que les géologues belges ont appelé la « faille du Midi ». Cette bordure nord des Ardennes forme donc un creux : au sud, le massif ardennais ou ses contreforts, au nord le bassin houiller carbonifère. Ce sillon dit de « Sambre-et-Meuse » se poursuit jusqu'à Namur (confluent avec la Meuse, qui à cet endroit s'engouffre à son tour dans le sillon) et Liège.
La Sambre a donc été un passage obligé pour toute armée voulant contourner les Ardennes. Ceci explique l'histoire mouvementée de l'Entre-Sambre-et-Meuse.
Elle est canalisée au gabarit Freycinet (250 t à 1,8 m d'enfoncement) de Landrecies jusqu'à Monceau et au gabarit 1 350 t en aval jusqu'à Namur.
La Sambre compte de nombreux affluents : la Riviérette, la Tarsy, le Cligneux, le ruisseau d'Eclaibes, la Flamenne, La Sambrette, l'Helpe Mineure, l'Helpe Majeure, la Solre, la Hante, la Thure, la Biesmelle, l'Eau d'Heure, le Piéton, l'Acoz et l'Orneau.
On notera qu'en dehors de la Flamenne, du Piéton et de l'Orneau, tout à fait en aval, tous les affluents cités sont en rive droite. Ils descendent des contreforts du massif ardennais. La Haute-Sambre et la Moyenne-Sambre n'ont pas d'affluent notable en rive gauche. De ce côté, ce ne sont que des ruisseaux prenant leur source à moins de 5 km du lit de la Sambre : la Rau des Arbreux (confluent à Berlaimont) et la Sambrette (confluent à Pont-sur-Sambre). Les affluents plus notables ont été capturés par l'Escaut et la Haine. Curieusement, la Sambre coule perpendiculairement au sens général de la pente. Cette étrange situation résulte de la surrection récente du massif ardennais par contrecoup des Alpes, surrection toujours en cours. Grâce à son érosion et à la faille du Midi, elle a pu maintenir son cours, tandis que ses affluents viennent de l'est et que ses anciens affluents ont été détournés vers l'ouest, vers l'Escaut. A noter que le Haut-Escaut est dans la même situation et n'a pas d'affluent notable en rive gauche.
Dans son parcours wallon, la Sambre quand elle se fait Basse-Sambre (autour des communes fusionnées sous le nom de Sambreville), un peu en amont de Namur, donne son nom à l'une des portions du bassin industriel wallon, notamment en raison de ses charbonnages, aujourd'hui fermés. La poétesse de langue wallonne Gabrielle Bernard a saisi avec finesse la dualité de cette région. Au sud de son lit et à l'ouest de celui de la Meuse, la Sambre et la Meuse donnent naissance à la région wallonne de l'Entre-Sambre-et-Meuse célèbre pour ses marches militaires issues d'escortes processionnelles d'origine religieuses où défilent, de la fin du printemps à l'automne, des soldats revêtus d'uniformes anciens, notamment napoléoniens, les célèbres marches de l'Entre-Sambre-et-Meuse.
La Sambre française forme deux parties canalisées :
1. le canal de la Sambre à l'Oise, presque rectiligne, d'une largeur constante et à faible débit. Il n'a qu'un affluent, la Rivierette.
2. la Sambre canalisée, qui elle accueille les eaux des deux Helpes, la Tarsy, les Cligneux, la Solre ainsi que de nombreux fossés et ruisseaux.

## Environnement, écologie

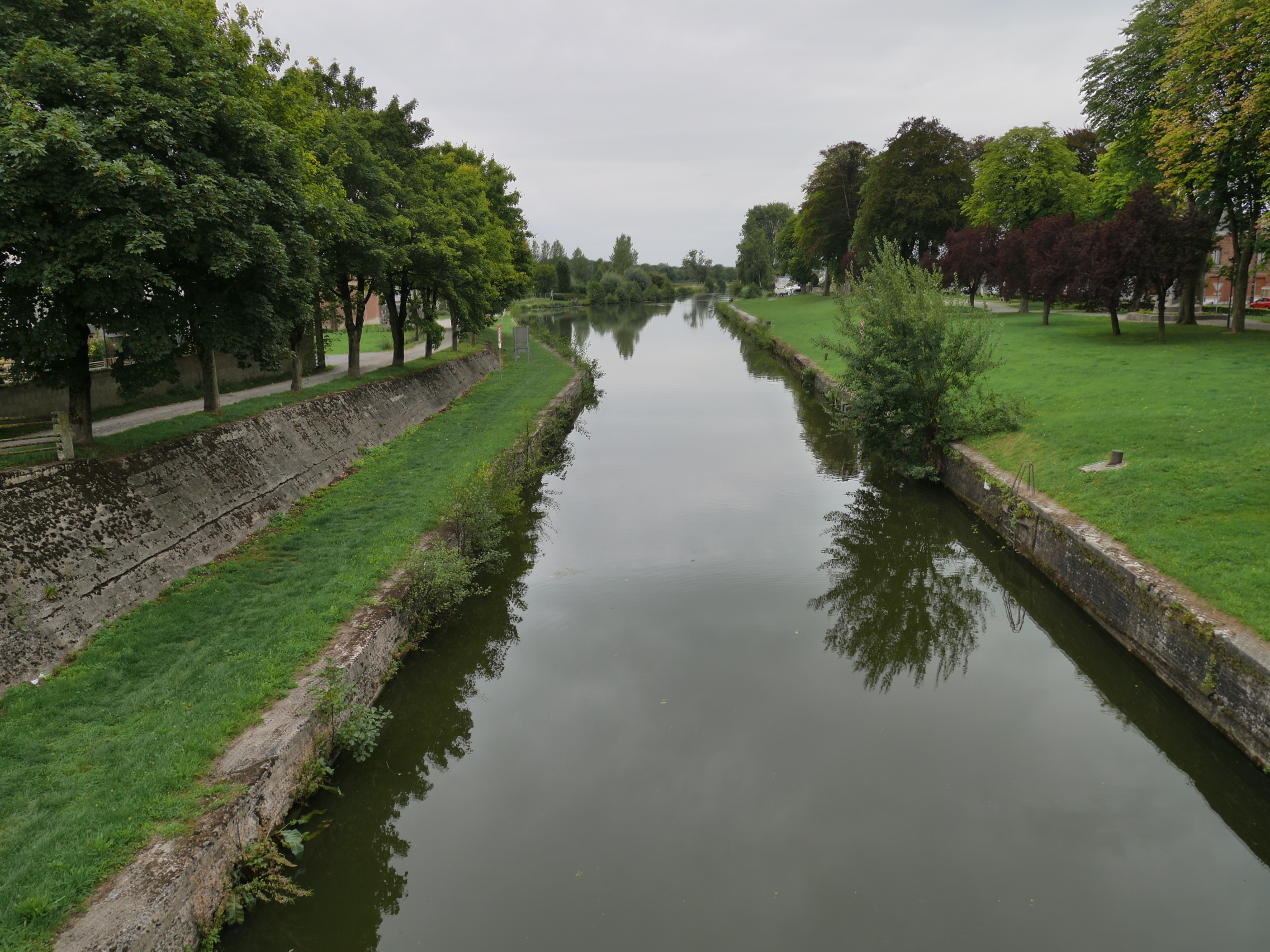
La Sambre canalisée à Landrecies (France).

L'histoire environnementale de la rivière remonte au moins au Haut Moyen Âge. Il existait de nombreux marécages le long de la Sambre qui inondaient périodiquement les basses prairies de la vallée de la Sambre.
Depuis cette époque, la rivière a subi un processus d'artificialisation et de canalisation sur une partie croissante de son parcours. Les gués ont peu à peu disparu avec l'introduction du réseau routier et la construction des ponts. Les zones humides ou inondables adjacentes ont été drainées et les berges aménagées, avec des créations d’étangs et du barrage du Val Joly et parfois le détournement du lit mineur.
La rivière a été fortement influencée par la révolution industrielle avec le développement du bassin minier belge ainsi et une industrialisation également du côté français. Par le transport fluvial qu'elle permet et la proximité d'importantes ressources en énergie, elle a attiré des industries lourdes, dont l'industrie métallurgique. La pollution de l'eau tend aujourd'hui à y diminuer, mais les sédiments peuvent longtemps conserver les séquelles de ce développement industriel (métaux lourds notamment).

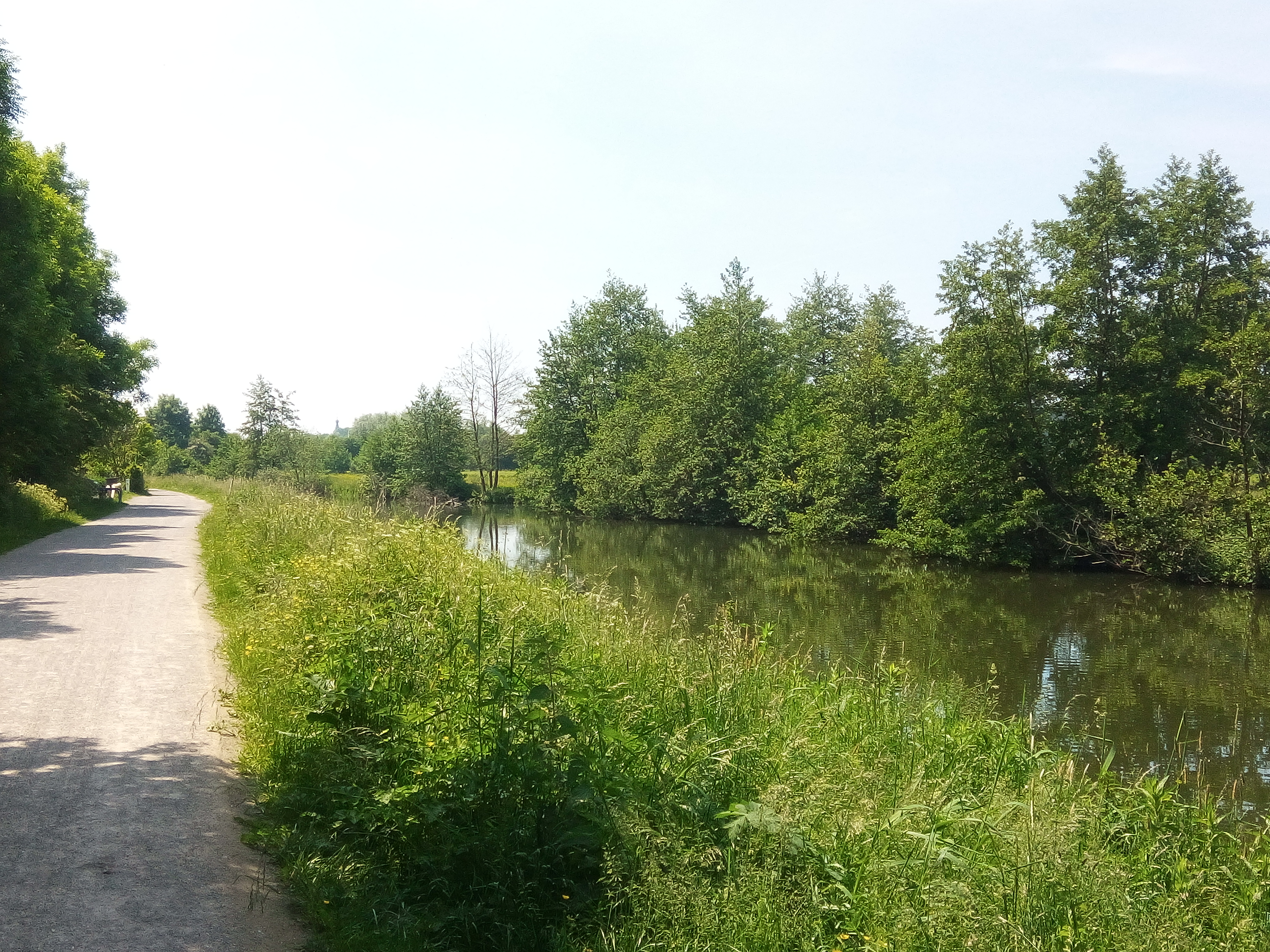
La Sambre à Aulnoye-Aymeries (France).

En ce qui concerne l'écologie du paysage, la pollution a été un frein à la migration normale des poissons. Mais à cause de sa canalisation, cette rivière est probablement également peu à peu devenue une barrière écologique entre les milieux naturels qui l'encadraient ou l'encadrent encore ; interdisant ou freinant une partie des flux de gènes et d'espèces (pour les espèces incapables de traverser un canal et éventuellement pour des espèces en dépendant). C'est le cas par exemple entre la forêt de Mormal et les territoires boisés situés plus à l'est.
Des initiatives ont toutefois vu le jour telles que la création de réserves naturelles visant à protéger et restaurer les biotopes anciens. C'est ainsi le cas des marais de Labuissière, Site de Grand Intérêt Biologique (SGIB). Ils sont positionnés au confluent de la Hantes et de la Sambre, en aval de Merbes-le-Château et font partie de réserve naturelle de la Haute-Sambre gérée par Natagora en partenariat avec le Groupe Wanty spécialisé dans le génie civil. La réserve naturelle couvre une superficie de 122 ha sur le territoire des communes de Merbes-le-Château et Erquelinnes. On y trouve différents types de milieux et de plantes aquatiques : berges de rivière, forêt marécageuse, eaux libres ceinturées de roselières (massettes, baldingères, etc.), mégaphorbiaie à reine des prés, magnocariçaies, jonchaies, prairies humides inondables à oenanthe aquatique, etc. Au niveau ornithologique, on y note la présence de quelques espèces peu fréquentes telles que le grèbe castagneux, le canard souchet, le martin-pêcheur, le bruant des roseaux, le phragmite des joncs, la bergeronnette printanière, etc. En hiver, des hérons, canards, bécassines des marais et autres oiseaux d'eau s'y regroupent sur les plans d'eau. Dans la faune aquatique, l'on a déjà signalé la présence de méduse d'eau douce.

## Histoire

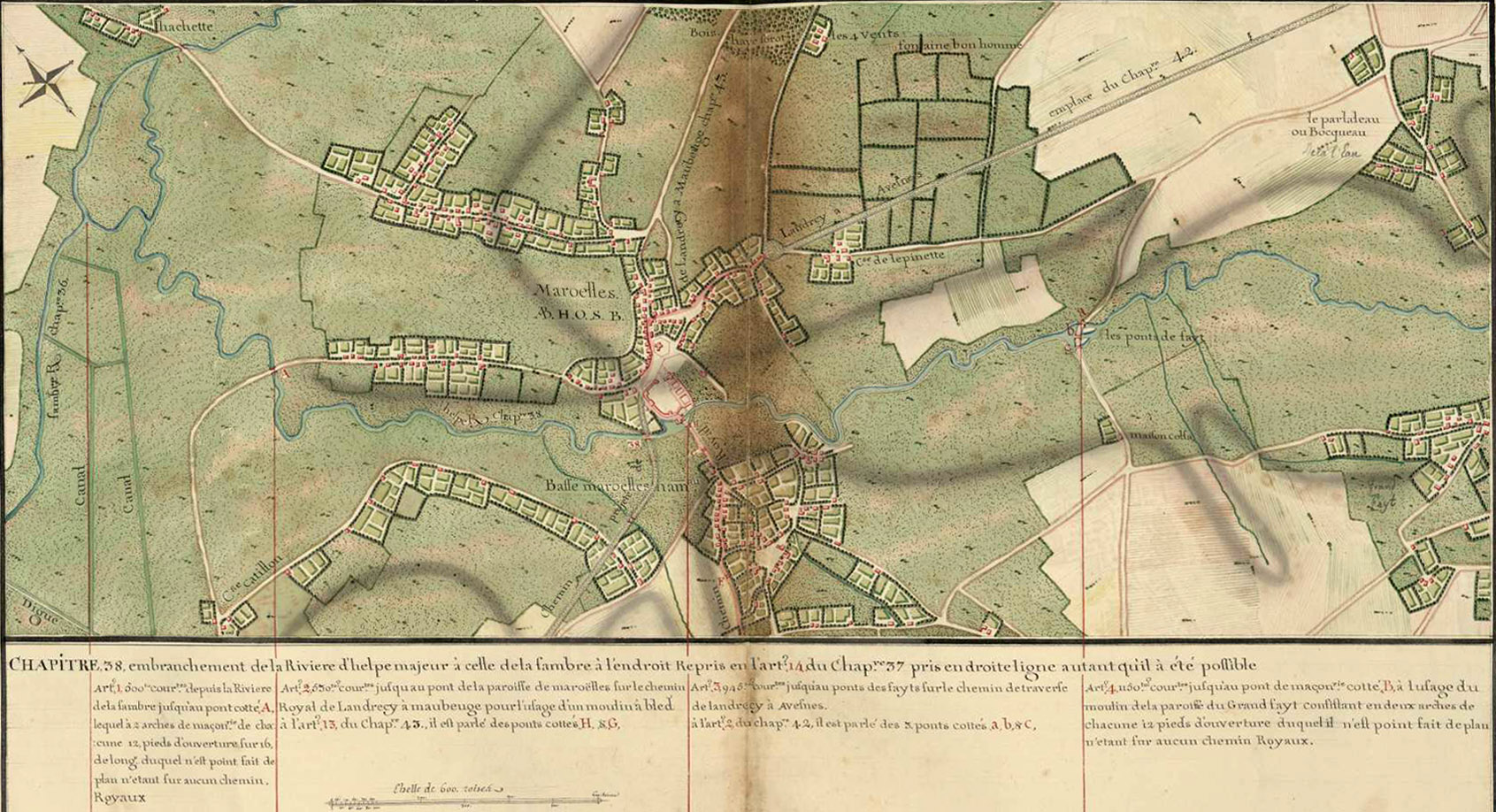
"Embranchement de la rivière d'Helpe-Majeure à celle de la Sambre pris en droite ligne autant qu'il a été possible" ; Portion de rivière Helpe-Majeure à partir du pont de Hachette, passant près de l'abbaye de Maroilles ("Maroelles") et allant bien au-delà des ponts de "Fayt", à hauteur de "Parlabeau" ou "Bocqueau". Tracé d'une portion du "chemin projeté de Landrecyà Maubeuge (chapitre 43)" et tracé d'une portion du "chemin de Landrecy à Avesnes (chapitre 42)". Carte réalisée entre 1745 et 1780. Source: Atlas de Trudaine pour la généralité de Hainaut-Cambrésis. "Chapitre 38 de l'inventaire.

La Sambre semble avoir été utilisée voire artificialisée depuis longtemps. Un récit fondateur médiéval (et partiellement prémédiéval) s'en fait en tous cas l'écho. La légende hennuyère veut que la Gaule belgique et la légendaire ville Belgis aient été fondées par le mythique Bavo. Bavo l'Ancien ou Bavo le Brun aurait été un prince grec. Il serait venu, après la guerre de Troie et avec des soldats, jusque dans la vallée de la Haine. Il y aurait fondé, par les armes, un royaume ayant englobé tout le Hainaut. Ceci se serait produit bien avant l'ère chrétienne, selon les anciens. Le légendaire et les chroniqueurs médiévaux rapportent que Bavo eut de nombreux fils, parmi lesquels Bavo Belginéus, grand druide, qui déjà a cherché à dompter et utiliser la Sambre, alors que la ville de Belgis (Bavay selon les chroniques du Moyen Âge) manquait d'eau.
Le frère mineur cordelier Jacques de Guyse, dans ses chroniques du Hainaut raconte en effet, citant Lucius de Tongres (plus ancien que lui), qu'une « rivière du nom de Cambro, qui fut par la suite appelée Cambra, coulait à quatre milles de Belgis : il [Bavo Belginéus] la fit diviser en ruisseaux étroits et en chutes d'eau, par le moyen de grosses et longues masses de murailles élevées en travers au milieu de la rivière, et qui la coupaient d'un bord à l'autre ; puis il fit construire entre ces digues cinq cens roues mobiles, qui, par leur mouvement circulaire, versaient des courants d'eau dans des citernes creusées dans les digues ; sur ces citernes d'autres roues mises en mouvement par les roues d'en bas, portaient en tournant les eaux (déjà puisées dans des réservoirs plus élevés) ; de sorte que celles-ci montaient par un mouvement circulaire et uniforme jusqu'aux sommets des digues, où elles tombaient dans de grands réservoirs de métal. De là elles coulaient, par des canaux souterrains et par des tuyaux, jusque dans la ville, et se rendaient principalement dans le fossé, dont nous avons parlé plus haut, et qui était creusé au milieu de Belgis près du palais des prêtres ; ce fossé fournissait de l'eau à toute la ville ». Ce récit est probablement très enjolivé. De Guyse lui-même cite un autre chroniqueur, Clairembaud (ou Clarembaldus), auxquels les historiens accordent peu de crédit. Clairembaud, dans ses Rimes, semble affirmer que « Bavo l'Ancien, favorisé de Diane, dont il avait fait observer la fête par tout le peuple, et guidé par un cerf blanc, découvrit la fontaine des fleurs, dans laquelle se baignaient les faunes, dieux cornus, les satires et les nimphes ; et que, par le ministère d'un vieillard, il fit amener en abondance, par des conduits souterrains, les eaux de cette fontaine dans la ville de Belgis ; qu'on voyait encore de son tems en beaucoup d'endroits, tant en deçà qu’au-delà de la Sambre, les lits, les conduits et les réservoirs de cette fontaine, et qu'il y avait en outre dans la même ville deux fontaines, celle de Diane à l'orient, et au couchant celle de Bel, de laquelle il a été question plus haut ; que ces fontaines donnaient naissance à deux ruisseaux qui environnaient la plus grande partie de la ville, et qui, se réunissant au midi, se jetaient dans le fleuve (la Sambre) ». Ces textes n'ont pas de valeur historique fiable, mais laissent penser que la Sambre, bien avant l'adduction moderne de l'eau (début du XXe siècle) avait une grande importance pour les anciens.[réf. nécessaire]
Après la disparition ou forte régression des barrages de castors, la Sambre a connu des sécheresses importantes, dont en 1134 (alors qu'également le Rhin était à sec à Cologne) avec selon les chroniqueurs un assec à Namur durant un jour.

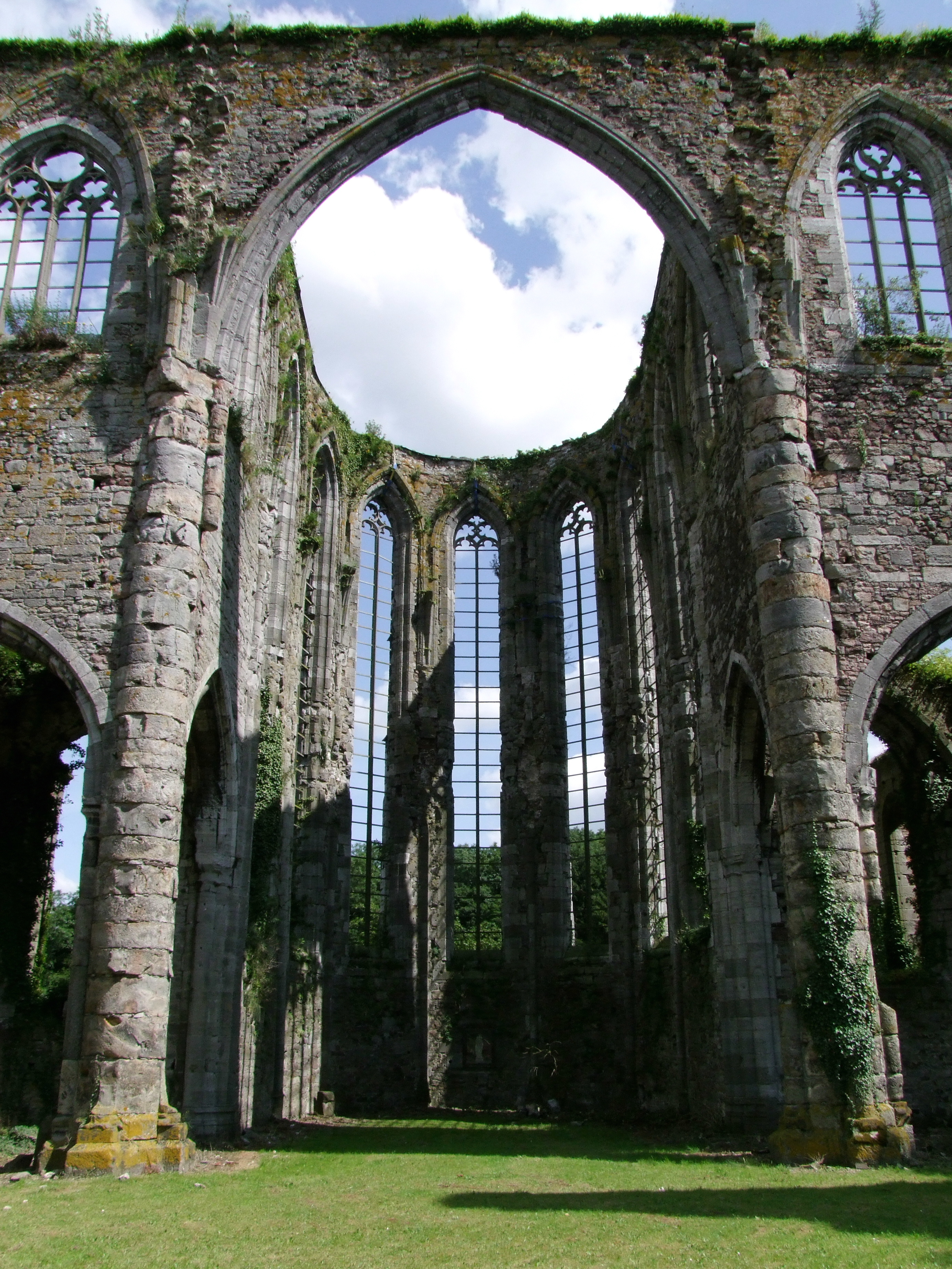
Ruines de l'abbaye d'Aulne, Gozée.

Au Moyen Âge, des monastères mosans prestigieux s'établissent le long de la rivière, comme l'abbaye de Lobbes, l'abbaye d'Aulne et l'abbaye de Floreffe. Dans sa partie wallonne, la Sambre a servi de frontière entre la Principauté de Liège au sud de la rivière et les comtés de Hainaut et de Namur, puis les Pays-Bas des Habsbourg au nord et ce jusqu'à la fin de l'ancien régime. Cette position stratégique est à l'origine de la création de forteresses, notamment du côté liégeois, la citadelle de Thuin, et du côté des Pays-Bas, la forteresse de Charleroi. À la renaissance, des châteaux de plaisance sont établis, comme le château de Marchienne-au-Pont ou le château de Farciennes, de style mosan.
Jusqu'en 1830, la Sambre est une rivière à la navigation très difficile. Son régime était irrégulier : selon les saisons, crues, gel ou assèchement partiels étaient fréquents, si bien que les « eaux moyennes », époque la plus favorable à la navigation, ne duraient que cinq à six mois par an. Quant à son cours, il était particulièrement sinueux. Outre les nombreux méandres qui le caractérisaient, il se fractionnait à plusieurs reprises (en amont de Mornimont, par exemple). À cela il fallait ajouter une série d'obstacles artificiels : barrages, ponts, moulins, retenues d'eau, etc. Les déchets issus de l'activité artisanale et domestique, pour lesquels la Sambre était un exutoire privilégié, pouvaient également entraver le cours de la rivière, principalement dans les villes. La navigation, périlleuse, se pratiquait par bonds d'eau ou aiwées. Cette technique consistait à accumuler une réserve d'eau en amont des barrages, puis à la libérer au moment où un bateau devait passer. Cet apport d'eau permettait en théorie de garantir un niveau suffisant pour porter l'embarcation jusqu'au barrage suivant. Ces aiwées étaient payantes, ce qui incitait les petits bateliers à se regrouper et franchir ensemble chaque bief. Lorsqu'ils remontaient la rivière, les bateaux étaient tractés par des attelages de chevaux. Les « aiwées », nécessaires aux bateliers, entraînaient des conflits avec les meuniers, forgerons et autre usiniers car, en faisant baisser le niveau de l'eau, le passage des bateaux perturbait l'alimentation des moulins.

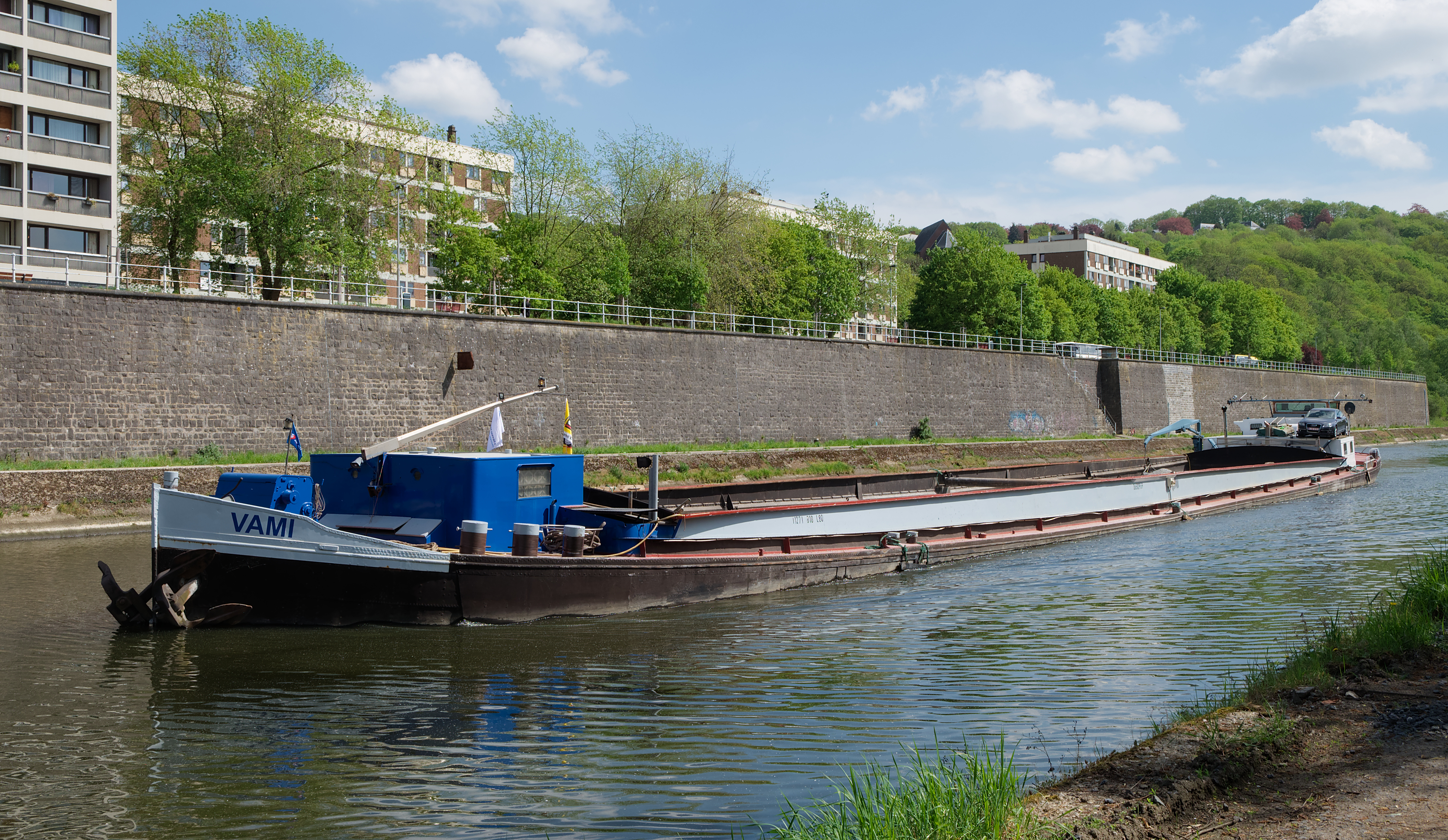
Une péniche sur la Sambre à Namur.

Dès le XVIIIe siècle, plusieurs études et mémoires sur l'état de la rivière avaient été rédigés, en vue d'entreprendre des travaux de grande ampleur, sans qu'aucun de ces projets ne se concrétise. En 1823, un nouveau mémoire, signé par l'ingénieur De Behr, attira l'attention du gouvernement hollandais sur la nécessité de réaliser des travaux de canalisation sur la Sambre. Attentif au développement industriel du sud du pays, Guillaume Ier décida de réaliser le projet. Dans la foulée, un accord fut conclu avec les autorités françaises, afin de coordonner les travaux de part et d'autre de la frontière. La canalisation eut lieu de 1825 à 1829 sur le cours belge ; de 1832 à 1836 sur le cours français. En quelques années, la Sambre prit alors une tout autre physionomie. Sa largeur était uniformisée, son tirant d'eau était devenu plus constant, ses berges avaient été réaménagées. Si la navigation s'en trouvait facilitée, l'écosystème des bords de Sambre en sortait fragilisé.
Au XXe siècle, plusieurs batailles ont lieu à proximité de la Sambre : la bataille de Charleroi, appelée première bataille de la Sambre, en août 1914, la deuxième Bataille de la Sambre, en novembre 1918, et la bataille de la Sambre, en mai 1940 pendant la Seconde Guerre mondiale.

## Le SAGE de la Sambre en France

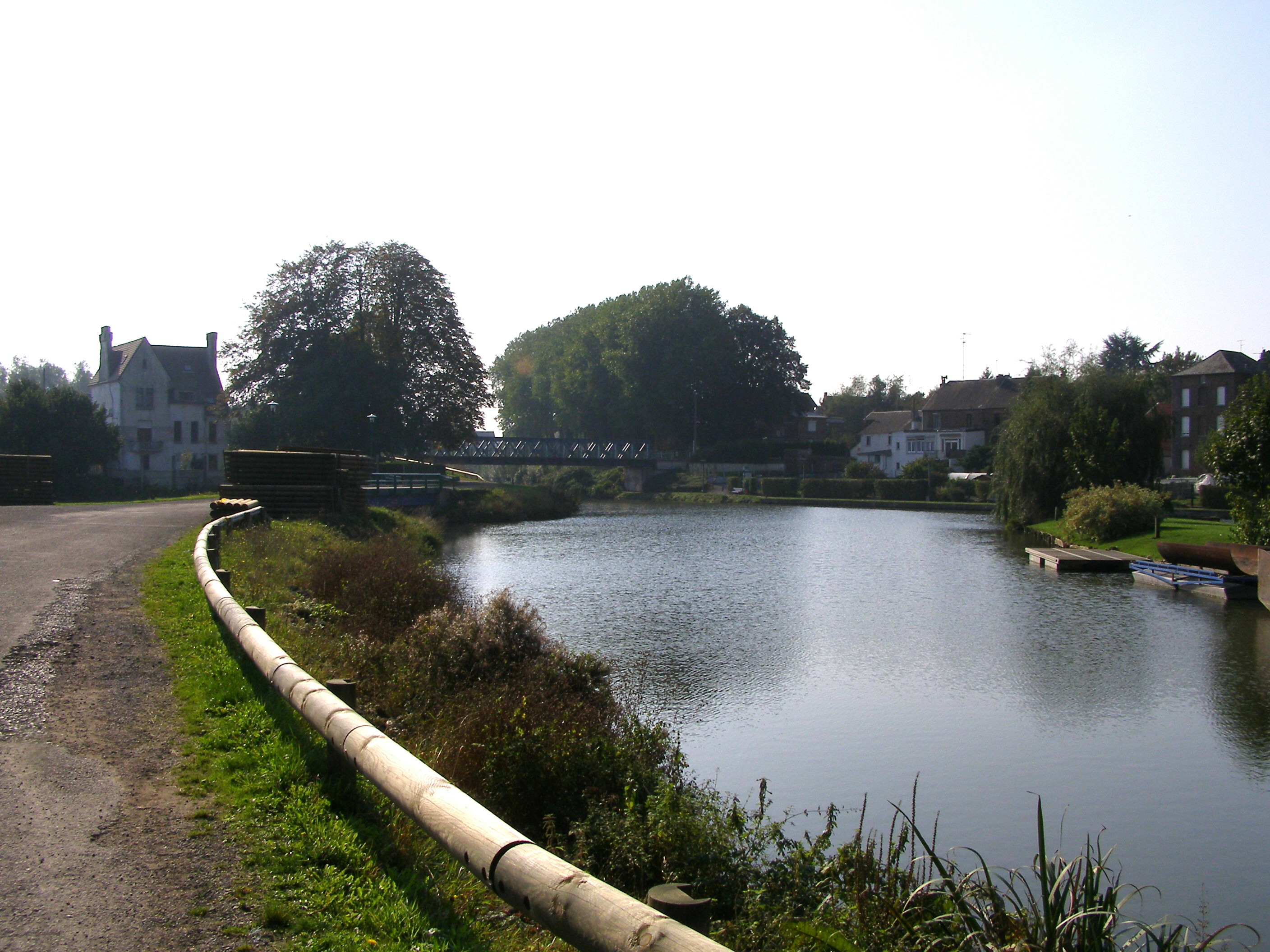
La Sambre à Berlaimont (France).

Administrativement, la partie française du bassin versant de la Sambre est appelée Région hydrographique « Affluents du Rhin » (code SANDRE D). Il s'agit en fait d'affluents et sous-affluents de la Meuse.
Selon l'introduction du SAGE, « le réseau hydrographique du bassin versant de la Sambre est le plus dense du département du Nord. La diversité des cours d’eau et la présence d’un grand nombre de zones humides se traduit par une grande richesse floristique et faunistique. C’est un des territoires du bassin Artois - Picardie où le potentiel écologique est le plus grand », mais les pratiques de gestion de l'eau telles que pratiquées aux XIXe, XXe et XXIe siècles « (rejets non traités, détérioration des zones humides, impacts des prélèvements méconnus, …) menacent pourtant cette ressource en eau, qu’elle soit superficielle ou souterraine ».

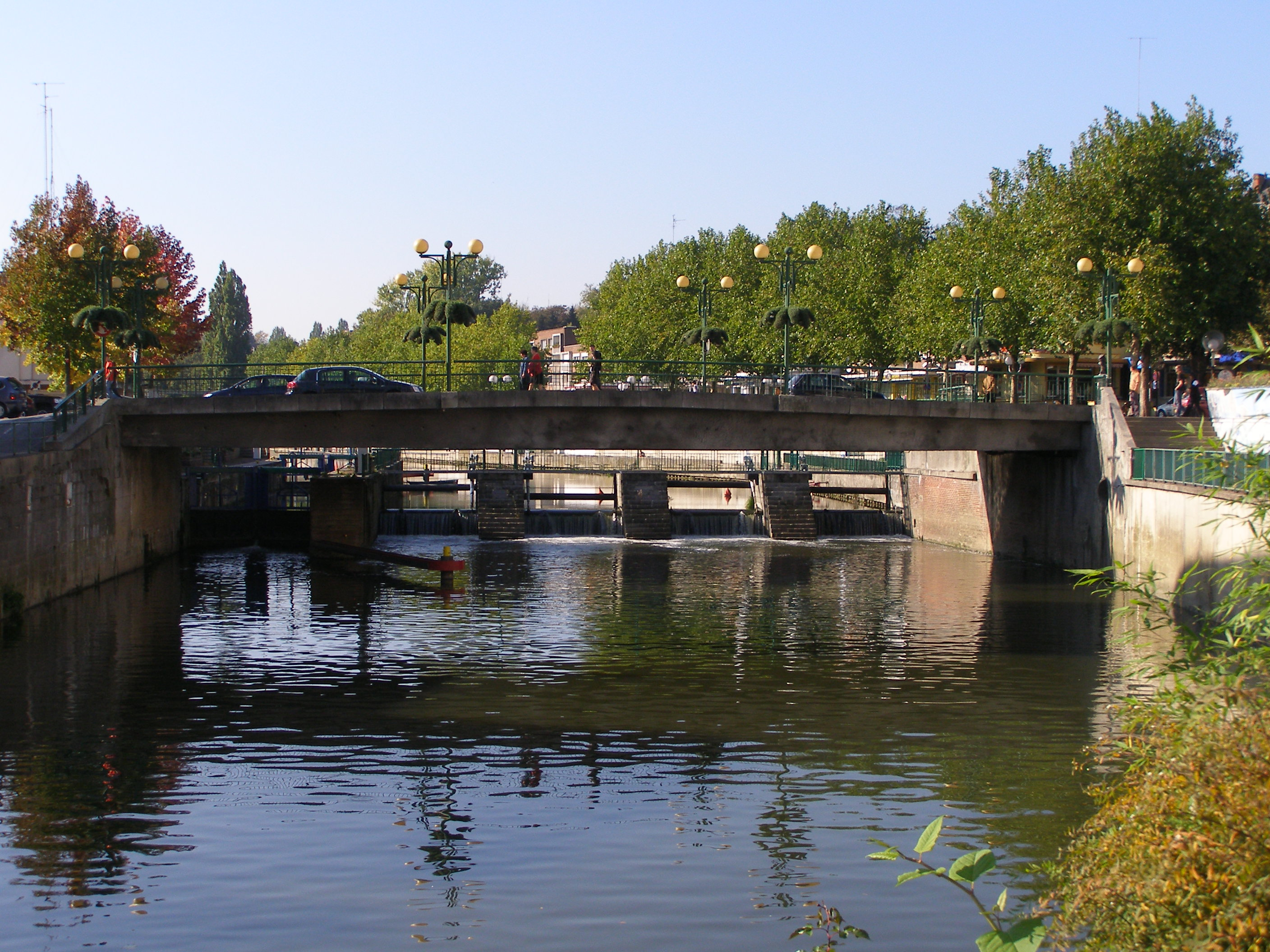
La Sambre au pont de l'écluse à Maubeuge.

Le schéma d'aménagement et de gestion des eaux a été lancé en 2002, par les élus des 122 communes du bassin versant de la Sambre dans le cadre d'un référendum suggéré par le Parc naturel régional de l'Avesnois. Il concerne un périmètre de plus de 120 communes, (arrêté le 5 novembre 2003) et est piloté par une Commission locale de l'eau  qui a produit un plan d'aménagement et de gestion des eaux (PAGD ), soumis à une consultation des personnes publiques associées (188 structures consultées) qui ont toutes émis un avis favorable. La population a ensuite également été consultée par enquête publique en 2011  avant que les commissaires enquêteurs émettent un avis favorable, suivi d'une approbation par le préfet.
Le SAGE contient :
- un atlas cartographique (partie 1 & partie 2)[22] ;
- un rapport environnemental (partie 1 & partie 2)[23] ;
- un rapport de présentation[24] ;
- un guide de mise en œuvre [25].

## Le Contrat de Rivière Sambre et Affluents (CRSA) en Belgique

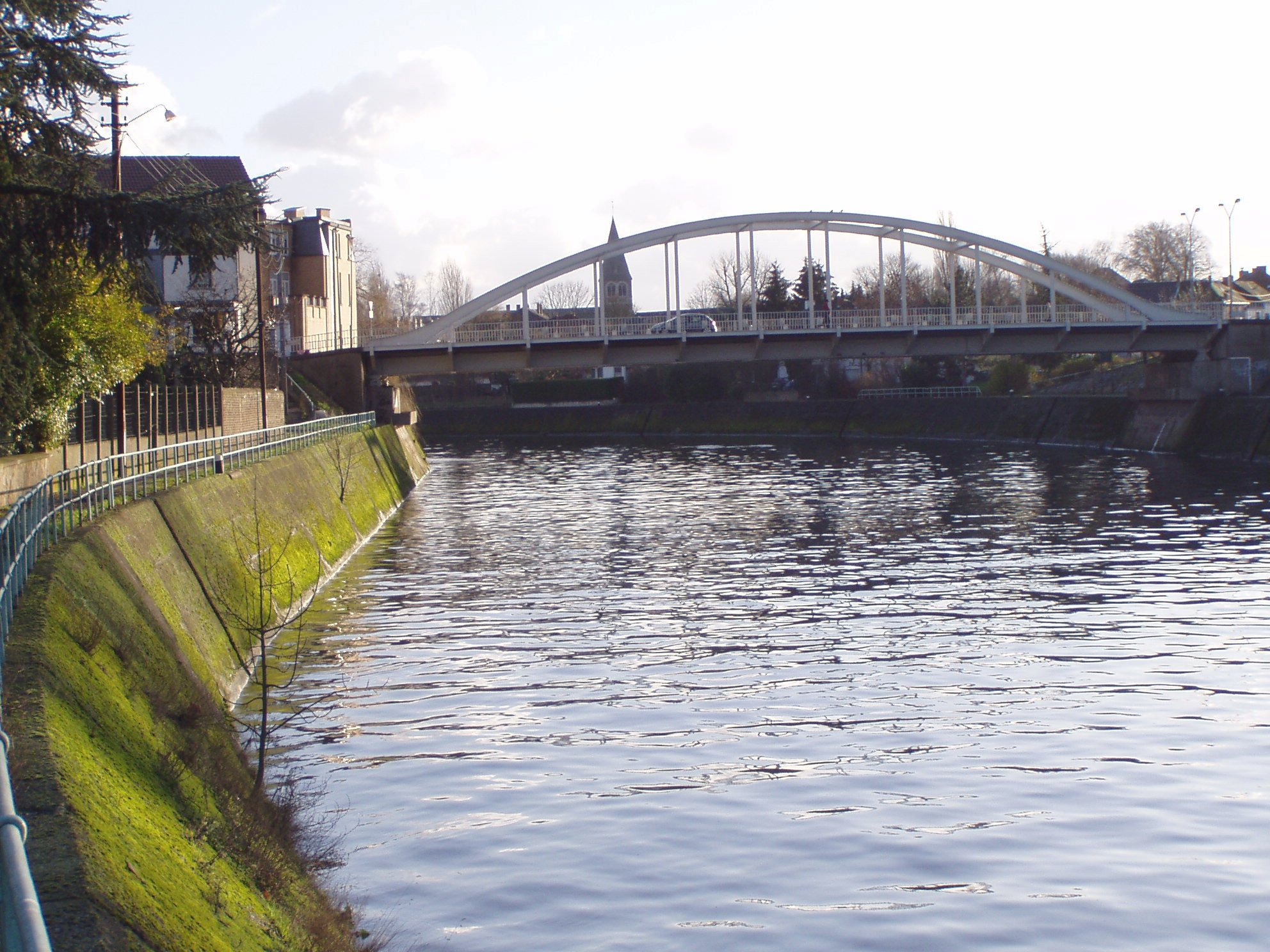
La Sambre à Auvelais (Namur).

Du côté belge, le Contrat de Rivière Sambre & Affluents (CRSA), qui incombe à l'ASBL Contrat de Rivière Sambre & Affluents, est un outil régional d'application de la Directive européenne cadre sur l'Eau et fait partie des 14 contrats de rivière de Wallonie.
Le Contrat de Rivière centré sur le bassin de la Sambre a pour objectif d'atteindre un bon état écologique et chimique des eaux de surface et souterraines sur le sous-bassin hydrographique de la Sambre par son approche concertée avec l'ensemble des acteurs de l'eau. Son action est déterminée par un inventaire de terrain des cours d'eau et une concertation avec l'ensemble des partenaires privés et publics. La sensibilisation des citoyens est également une mission importante par sa communication sur son site Internet et les réseaux sociaux. Le CRSA met également à la disposition du projet européen Interreg DIADeM (diagnostic de la qualité des eaux du bassin de la Meuse) un réseau de partenaires locaux, une connaissance de terrain du bassin de la Sambre et les moyens de communication du CRSA.
Les services de l'ASBL Contrat de Rivière Sambre et Affluents (CRSA) parcourent régulièrement les cours d’eau afin de dresser un inventaire de l’état du sous-bassin hydrographique de la Sambre (relevé des déchets, rejets d'eaux usées, érosion des berges, plantes invasives, etc.). Sur base de cet inventaire de terrain, est élaboré et mis en œuvre un Programme triennal d’Actions, en collaboration avec plus de soixante partenaires (communes, provinces et région wallonne, pêcheurs, agriculteurs, secteurs touristiques, riverains, organismes d’assainissement, entreprises), en vue de résoudre les problèmes relevés.

## Le transport et la navigation de plaisance
En Belgique, le transport de marchandises a lieu sur la Sambre via le Port autonome de Charleroi, composé de vingt-neuf sites portuaires, dans la région de Charleroi et ses environs répartis le long de la Sambre et du canal Charleroi-Bruxelles. Les marchandises transportées via le Port Autonome de Charleroi sont majoritairement des minéraux, matériaux de construction et produits métallurgiques en provenance de sites industriels majeurs de la région de Charleroi et de sociétés telles qu'Aperam, Comet, Thy-Marcinelle et Industeel.
Sur le plan touristique, on compte un certain nombre de ports de plaisance répartis le long de la Sambre (Landelies, Thuin, Erquelinnes, Maubeuge, Hautmont, Pont-sur-Sambre, Landrecies, Catillon-sur-Sambre, etc.) qui connecte les réseaux fluviaux belges et français grâce au canal de la Sambre à l’Oise.

## La Sambre dans la langue et la culture

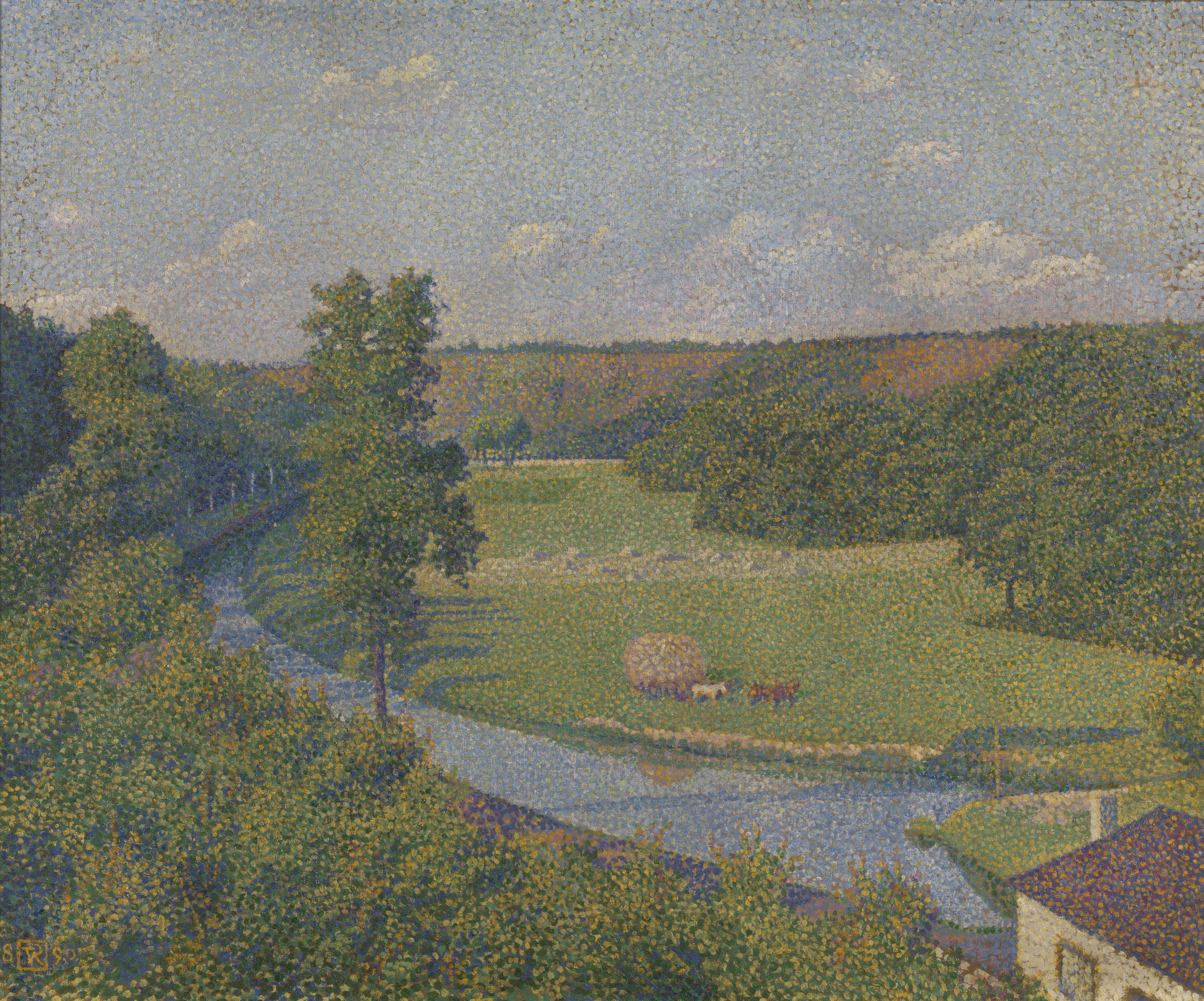
La Vallée de la Sambre
Théo Van Rysselberghe, 1890
Musée des Beaux-Arts de Gand.

Le nom, suggestif, a été repris par une série de bandes dessinées d'Yslaire, puis dans la mystérieuse chanson de Jean-Louis Murat Rouge est mon sommeil : « Comme le phacochère / Perdu dans la guerre / Rouge est la Sambre, amour ».
La Sambre est également mentionnée dans un classique de la chanson populaire wallonne : Lolote de Jacques Bertrand. 
Plusieurs chapitres du récit Voyage en canoë sur les rivières du Nord (An Inland Voyage), de l'écrivain écossais Robert Louis Stevenson, se déroulent sur la Sambre.
D'autres le connaissent du chant militaire Sambre et Meuse, hérité de l'Armée de Sambre-et-Meuse napoléonienne.
Le peintre pointilliste Théo van Rysselberghe séjournait régulièrement l'été avec son épouse à Thuin, dans la maison de campagne de sa belle-mère Sylvie Descamps, éditrice bruxelloise d’Émile Verhaeren, entre autres. Il lui a offert le tableau La Vallée de la Sambre.

## Au confluent de la Sambre et de la Meuse

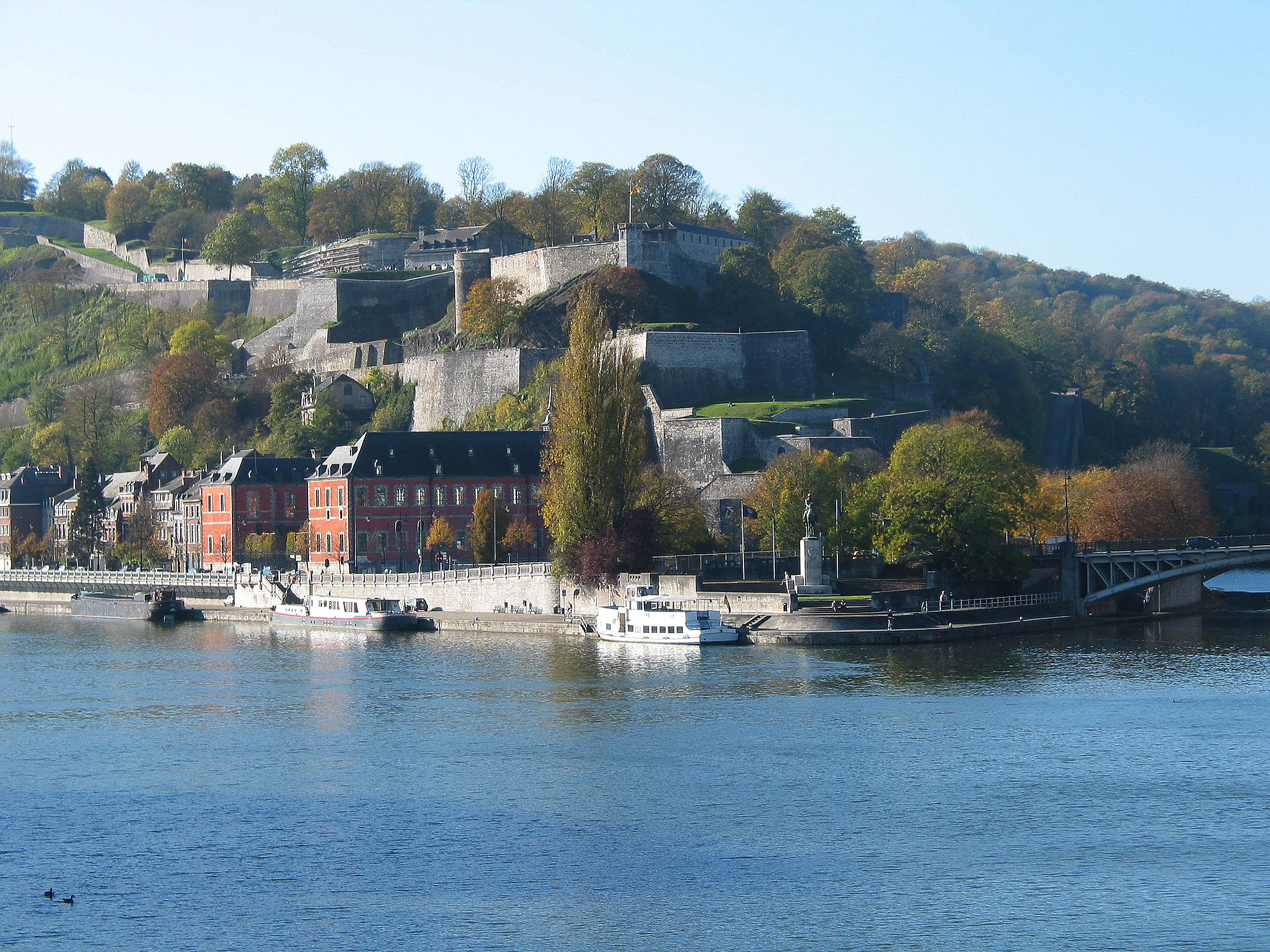
Confluent Sambre-Meuse à Namur.

Le Grognon (lieu-dit) ou Confluence est le nom de la pointe de terre formée par la jonction des derniers mètres de la rive sud de la Sambre et de la rive ouest de la Meuse, que la Sambre rejoint à cet endroit. Dans le coin inférieur droit de celle-ci (le Grognon est au centre de la photo), on aperçoit une des ailes de l'Hospice Saint-Gilles. À la pointe du Grognon, il y avait une statue équestre imposante du roi Albert Ier de 1955 à 2015, déplacée aujourd'hui à l'avenue Albert 1er.
Le Parlement de Wallonie et les différents Gouvernements wallons ont décidé de déplacer vers le confluent de la Meuse et de la Sambre (endroit symbolique puisque ce sont les deux plus importants cours d'eau wallons, sur lesquels vit la majorité de la population wallonne, les deux axes principaux du Sillon Sambre-et-Meuse), les bâtiments de la puissance publique régionale (Parlement et Présidence du Gouvernement). Il a existé une opposition dans la population à Namur notamment exprimée par référendum à un projet jugé trop grandiose de Parlement (réalisé par l'architecte suisse Mario Botta). Aujourd'hui, avec l'arrivée de l'Enjambée et le réaménagement du lieu, le Grognon est globalement apprécié des habitants.[réf. souhaitée]

## Débit
Le débit moyen observé à Namur entre 1995 et 2004 est de 36 m3/s, avec un maximum moyen de 54,86 m3/s en 2001, et un minimum moyen de 21,76 m3/s en 2004.